# Jerónimo López Salazar Martínez
Jerónimo López Salazar Martínez (Ciudad Real, 14 de febrero de 1899-10 de mayo de 1979) fue un profesor, escultor y pintor español que desarrolló su obra en Ciudad Real, Madrid, Cuevas del Almanzora.

## Vida
Desde  niño siente una gran afición por la escultura. Antes de cumplir los 8 años, sus padres le llevan al taller de Modesto Cabildo para que aprenda el oficio.  A los 10 años  está   matriculado en el instituto de Ciudad Real, el profesor de dibujo es Feliciano Martín Cañamero y en su clase modela  la obra titulada El Divino Maestro. En 1911 asiste al curso inaugural de la Escuela de Artes y Oficios de Ciudad Real.  En el aula de Modelado y Vaciado conoce a  Julio Antonio, máximo representante del realismo ibérico, que  realizó en el centro los vaciados de Los Héroes de Tarragona.  En 1913 se matricula en la Escuela de Valencia y gana el Premio Extraordinario del alumnado en 1914, además de medallas, y accésit.
En  1915 prosigue sus estudios en Madrid en la Escuela Especial de Pintura Escultura y Grabado. El catedrático de escultura es Miguel Blay que pronto se percataría del potencial artístico de Jerónimo y que se convertirá  en su más acérrimo defensor, cuando la Diputación de Ciudad Real le retire la pensión a nuestro joven escultor y sin medios económicos deba regresar a su ciudad.  Miguel Blay encabezará una serie de cartas publicadas en la prensa en defensa del joven artista, además  va personalmente a ver a Carlos Vázquez para que <<utilice su prestigio ante las autoridades locales a favor de su joven e interesante paisano>>. Esta iniciativa de Miguel Blay y Carlos Vázquez es  seguida  por  Ángel Andrade, Tomás Argüello y Enrique de la Lastra entre otras personalidades para que la Entidad Provincial restituya esa beca que  permita a López-Salazar continuar formándose. Qué  un jovencito de 17 años, huérfano, sin medios, ni familiares influyentes y sin más avales que sus palillos de modelar, tuviera tantos  apoyos,  fue una inyección moral  que hizo que se reafirmara en su condición  artista.

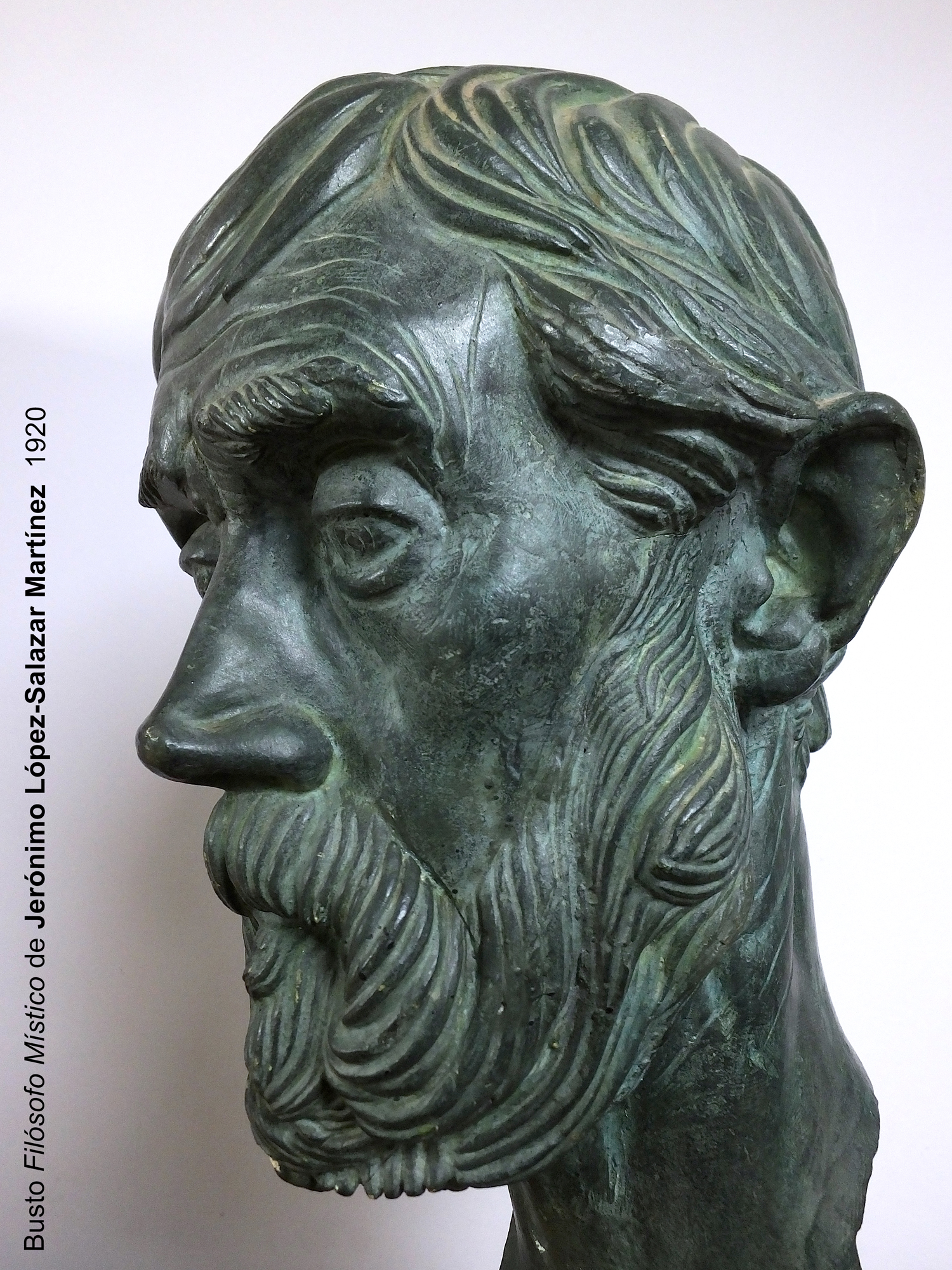
Filósofo Místico de Jerónimo López-Salazar Martínez. 1920

Entre 1916 a 1926 se desarrolla su etapa madrileña, son años muy intensos, en los que la prensa le nombra en diversas ocasiones y su obra aparece fotografiada en los catálogos de los certámenes nacionales y en la prestigiosa Gaceta de Bellas Artes. Se presenta por primera vez a  la Exposición Nacional de 1920, cuando cuenta con 21 años y obtiene premio en la sección de Escultura con Tomás el Místico o el Filósofo Místico.
Su estilo se consolida entre  el realismo ibérico de Julio Antonio ( El poeta Colás, el boceto del Monumento a Cervantes, La mujer de Caracuel y el referido  Filósofo Místico) y las influencias modernistas de Miguel Blay (Aurora, La Primavera, El Triunfo de la Muerte y Gloria Morayta).  Asiste a las tertulias de los cafés madrileños y visita a  Julio Antonio  unos meses antes de morir en su estudio. Entre los años de 1917 a 1919   dibuja  todas las estancias del Casino de Madrid. Son unas limpias y minuciosas láminas  en las que invirtió mucho tiempo y han quedado como documento histórico de las salas y de la decoración de prestigiosa entidad lúdica en la segunda década del siglo XX.
Como alumno de Bellas Artes, es seleccionado para hacer un viaje  a   Andalucía y Murcia para estudiar la obra de los imagineros de esas regiones, al grupo les compaña, el nuevo director de la Escuela de Pintura Escultura y Grabado,  Miguel Blay. En 1926 López-Salazar es becado por la Diputación de Ciudad Real para ampliar estudios de Escultura en  París y en Italia. Desde Roma envía como trabajo de pensionado la obra de  Joven desnudo. (Fondos de la Diputación de Ciudad Real) y en la Ciudad Eterna visita al director de la Academia Española de Bellas Artes, Miguel Blay.
Jerónimo, aunque desde los 13 años reside fuera de Ciudad Real y no regresará de manera definitiva hasta los 37 años, nunca perdió el vínculo  con su ciudad, pues allí vivían  su madre y su hermana,  que  visitaba siempre que podía; además  colaboraba como ilustrador de la revista Vida Manchega, se   presentaba  a algunos concursos,  como el del Monumento a Cervantes, del que quedó como único finalista y también hizo  algunos encargos como  La Alegoría de la Primavera, la primera estatua de un proyecto de las Cuatro Estaciones y único desnudo que permaneció expuesto en  la ciudad desde 1925, que a pesar de ser un  tema polémico, debido a moralidades dispares a lo largo del siglo XX, esta obra fue  respetada siempre por todos y estuvo expuesta  en el referido espacio, aunque con ubicaciones diferentes.

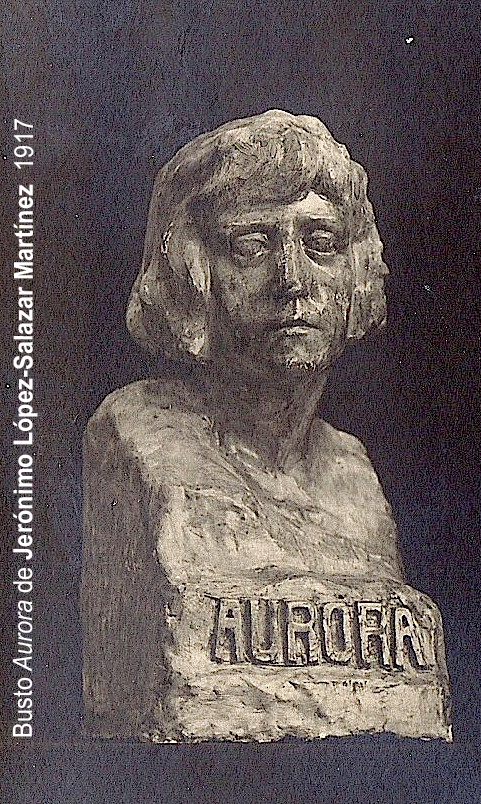
Aurora en 1917

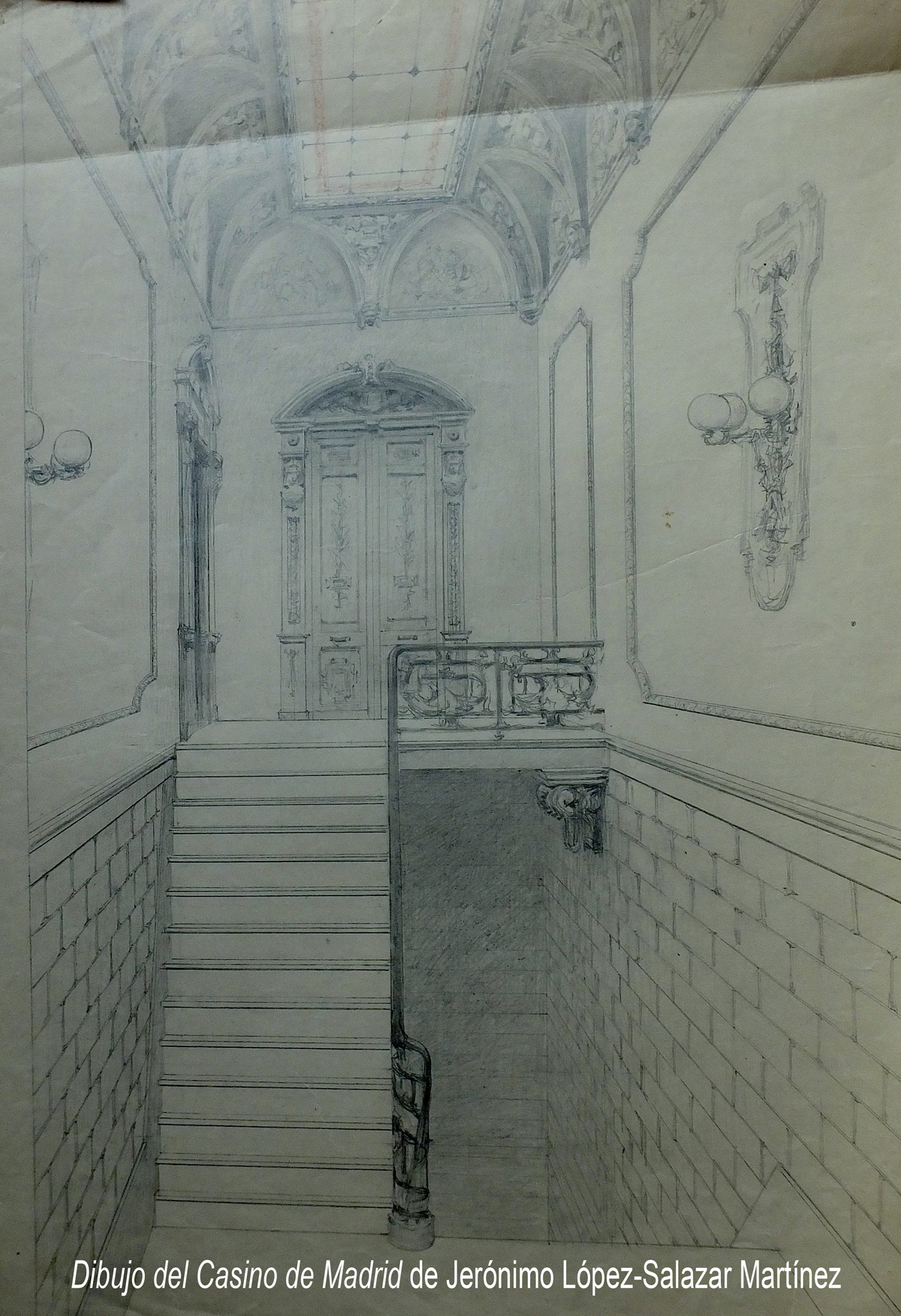
Dibujo del Casino en 1918

Entre los años 1927 a 1931, reside de manera temporal  en  Ciudad Real. Ángel Andrade le propone  como ayudante gratuito de su asignatura de Dibujo en el Instituto de Ciudad Real. Hacen  juntos  algunos encargos para cofradías, entidades y casas particulares. Otras veces Jerónimo trabaja en solitario: Los relieves de la imprenta de Enrique Pérez, el Busto de Andrade, un  proyecto de Arte Decorativo para la remodelación del Casino de Ciudad Real, los bocetos de los monumentos de Gasset, de José Cruz y el relieve para la farola homenaje al alcalde José Maestro, entre otros. Los domingos   salen a pintar al campo.  En estas excursiones domingueras  Andrade hace  las  tablillas de su tercera etapa, mientras que Jerónimo pinta  paisajes del natural, pero a la  acuarela.  Un contrato como profesor de Dibujo en el instituto de Cuevas del Almanzora, hace que nuevamente abandone la ciudad y se vaya  a aquella prospera localidad, que sustenta  la minería y construye bellos palacetes modernistas. Allí permanecerá  desde 1931 hasta 1935. Durante estos años que vive en el Levante Almeriense sigue esculpiendo, el museo de Almería le encarga que restaure un torso y un capitel aparecido en la zona del valle del Almanzora. De su estancia en Cuevas ha quedado un recuerdo imborrable, un busto en barro cocido del poeta José Álvarez de Sotomayor, que preside la entrada del  museo, que  sus paisanos  han dedicado al ilustre escritor  y también se exhibe en las salas interiores, la escayola del mismo. 
En  agosto de 1935 obtiene el segundo premio de Escultura del  concurso de la prensa, convocado en Ciudad Real,  con  el relieve El Triunfo de la Muerte. Además sigue trabajando  el tema del  desnudo.  Pasa la guerra civil en su localidad natal, recibe algunos encargos de arte efímero para la ornamentación de las verbenas de verano  y colabora como ilustrador en el periódico Pueblo Manchego  en los  Dibujos de Guerra,   testimonio gráfico y directo desde las trincheras  de la contienda. En 1937 es profesor de la Escuela de Artes y Oficios de Ciudad Real, primero de Dibujo Lineal y en 1939 de Modelado y Vaciado. En su aula están matriculados dos alumnos que siempre  le  recordaron con cariño, Manuel López Villaseñor y  Joaquín García Donaire.  
Jerónimo había subido al camarín de la catedral para dibujar la  imagen y el ajuar de la Virgen del Prado. Esta talla fue quemada al comienzo de  la guerra civil y  en 1940, inspirado en la destruida, hizo un boceto de igual tamaño para presentar a la cofradía, que se planteaba encargar una nueva imagen,  pero  este proyecto quedó eclipsado ante la propuesta mediática de Carlos Vázquez de proponer al  escultor catalán Navarro para realizarla  y además, el  mismo  Vázquez se ofreció para darle la policromía. El catedrático y posterior cronista de Ciudad Real don Julián Alonso encarga  a López Salazar que haga una réplica de su proyecto, pero de menor tamaño  y es la que se halla en la Casa de la Iglesia de Ciudad Real.      
Como imaginero hizo otros proyectos para  cofradías de Pasión y de Gloria: para Las Palmas, La Oración en el Huerto, el Descendimiento  y el antiguo Cristo de la Piedad, que se exhibe en la parroquia de la  Merced, junto con los dos altares del crucero, firmados por nuestro escultor. En 1946, vuelve a presentar de nuevo, su imagen de la Virgen del Prado a la hermandad, otro proyecto para la de  San Antón y para la de San Isidro, que  presidió la procesión  con  una imagen de nuestro escultor hasta 1962 y también hizo un San Jerónimo. En  1953 diseñó el paso de la Hermandad del Cristo del Perdón y de las Agua.  Alternó su faceta de imaginero con otra  de temática animalística y con ella gana el premio de Escultura en la Exposición de Valdepeñas de 1946 con la obra titulada Toro. Entre otras obras de este género están: Cervatilla, El último desarme y  Tres elefantes realizados en los 50. En esta década comienza a sustituir  los palillos de modelar por la acuarela, que desarrollará con intensidad en la década de los 50, 60 y 70.
En 1950 se casa con la nueva directora de la Biblioteca Isabel Pérez Valera,  perteneciente al cuerpo facultativo de Archivos, Bibliotecas y Museos.  Ese mismo año ingresa en el Instituto de Estudios Manchegos y  obtiene por  oposición  la plaza de profesor de Término (catedrático) de Modelado y Vaciado. En 1953 es nombrado director de la Escuela de Artes y Oficios de Ciudad Real y consigue aquello que tanto  habían anhelado  sus antecesores en el cargo, un nuevo edificio para albergar el centro artístico docente. El tándem cultural formado por el matrimonio  dejó huella en la ciudad, además de  conseguir nuevas sedes para los centros que ellos dirigieron. Ambos tuvieron que  ponderar  muchas sensibilidades y enfrentarse a la rancia moral de la época, para favorecer a la independencia de la cultura y del arte en unos momentos tan delicados para la libre creación, como fueron los años 50 y 60 del siglo XX. La ciudad se lo agradeció a los dos, cuando Jerónimo se jubiló en 1969, el Ministerio de Educación y Ciencia le nombró director honorario de la Escuela de Artes  de Ciudad Real y el claustro de profesores del centro pidió que se recordara a su impulsor con una placa en  la fachada del nuevo edificio. Posteriormente, cuando murió Isabel, en 1976, el Ministerio de Educación y Ciencia del gobierno de Adolfo Suárez, dispuso que el nombre de la Biblioteca Pública de Ciudad Real se llamara Isabel Pérez Valera.
El tributo que tuvo que pagar López Salazar ante sus nuevas ocupaciones,  fue el abandonó paulatinamente la escultura, pues tan sólo hizo algunos retratos y un Cristo en madera de abedul. Isabel muere en 1976 y Jerónimo  hizo su última obra, un busto de Cervantes para la Biblioteca, que lleva el nombre de su mujer y que entregó en 1978. Como conservador de las obras artísticas de la Diputación, tiene un  cometido más, que es el de inventariar los fondos artísticos  del Palacio Provincial de Ciudad Real, que publica en un catálogo  con una breve reseña de sus autores. 
Falleció el 10 de mayo de 1979 a los 80 años.

## Obras destacadas
- 1920, Filósofo Místico
- 1920, Mujer de Caracuel
- 1925, La primavera
- 1924, Boceto del monumento a Cervantes
- 1924, El triunfo de la Muerte.
- 1933, Busto de Álvarez de Sotomayor.
- 1933, Farola relieve de José Maestro
- 1941, Cristo de la Merced
- 1941, Bocetos Virgen del Prado
- 1941, Virgen del Prado de don Julián Alonso.
- 1978, Cervantes. Biblioteca Isabel Pérez Valera.

### Dibujos
- 1918, Casino de Madrid. Lápiz y Tinta.
- 1949, Cañada de Calatrava. Acuarela.

## Galería

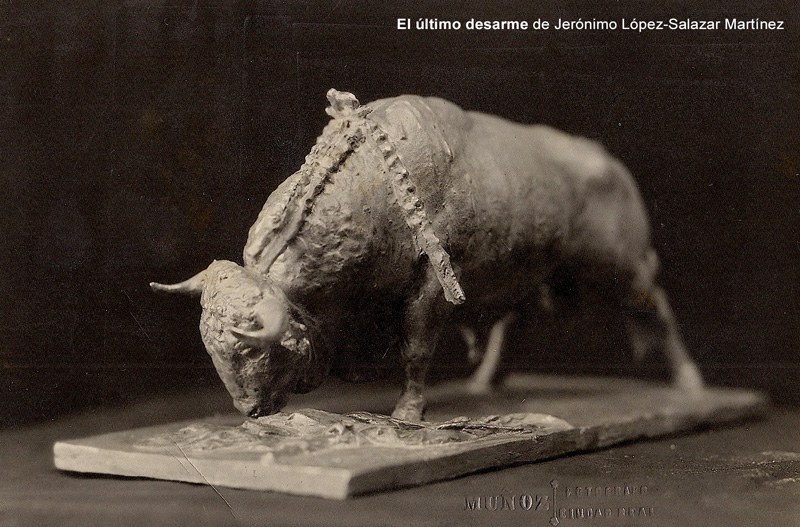
El último desarme
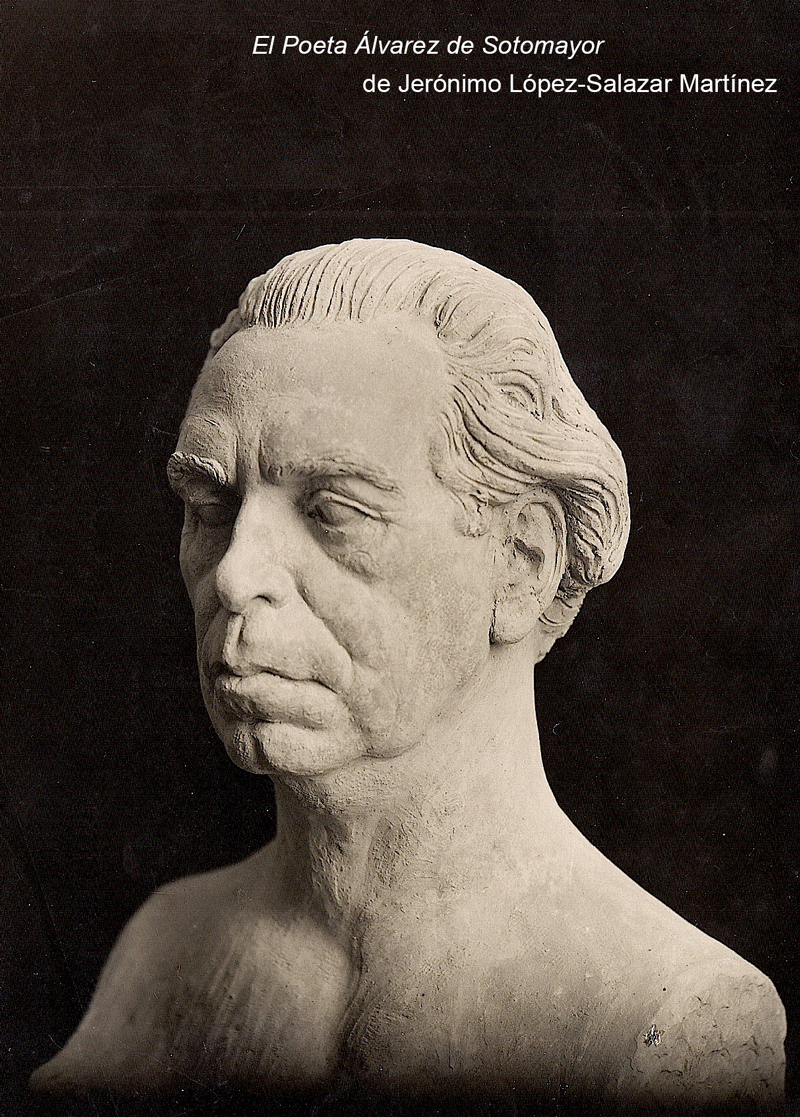
Poeta Álvarez
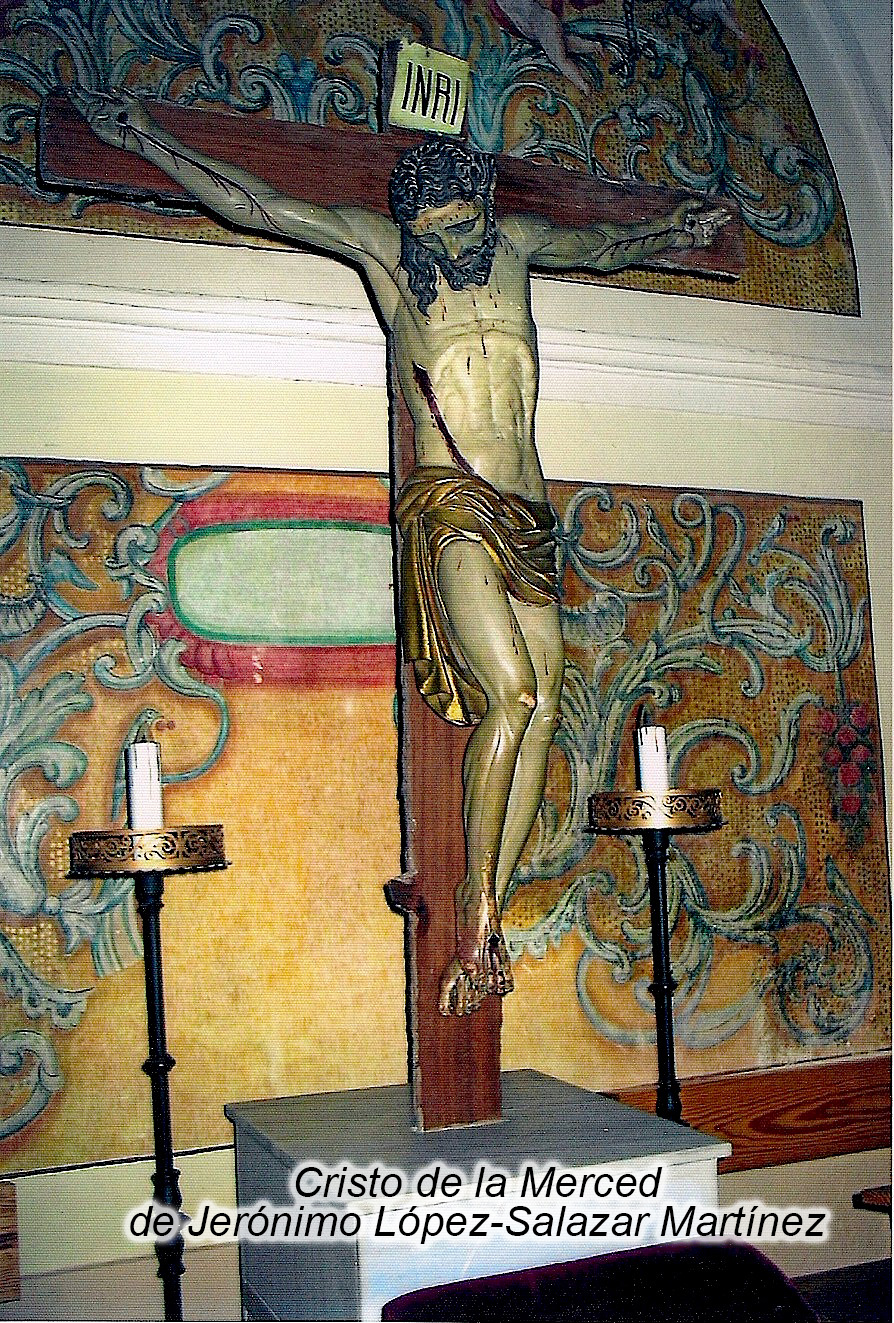
Cristo de la Merced
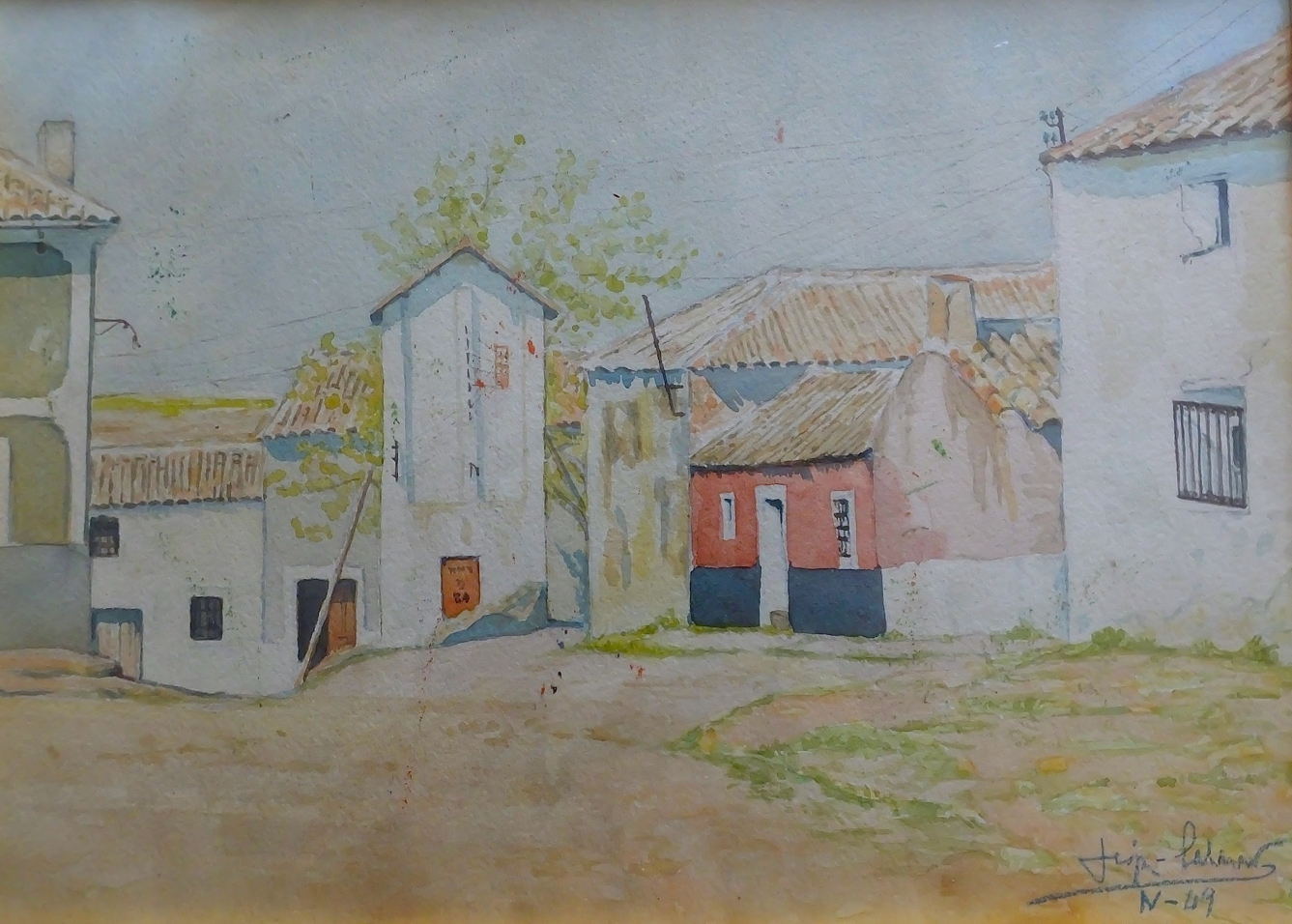
Cañada de Calatrava. Acuarela en 1949
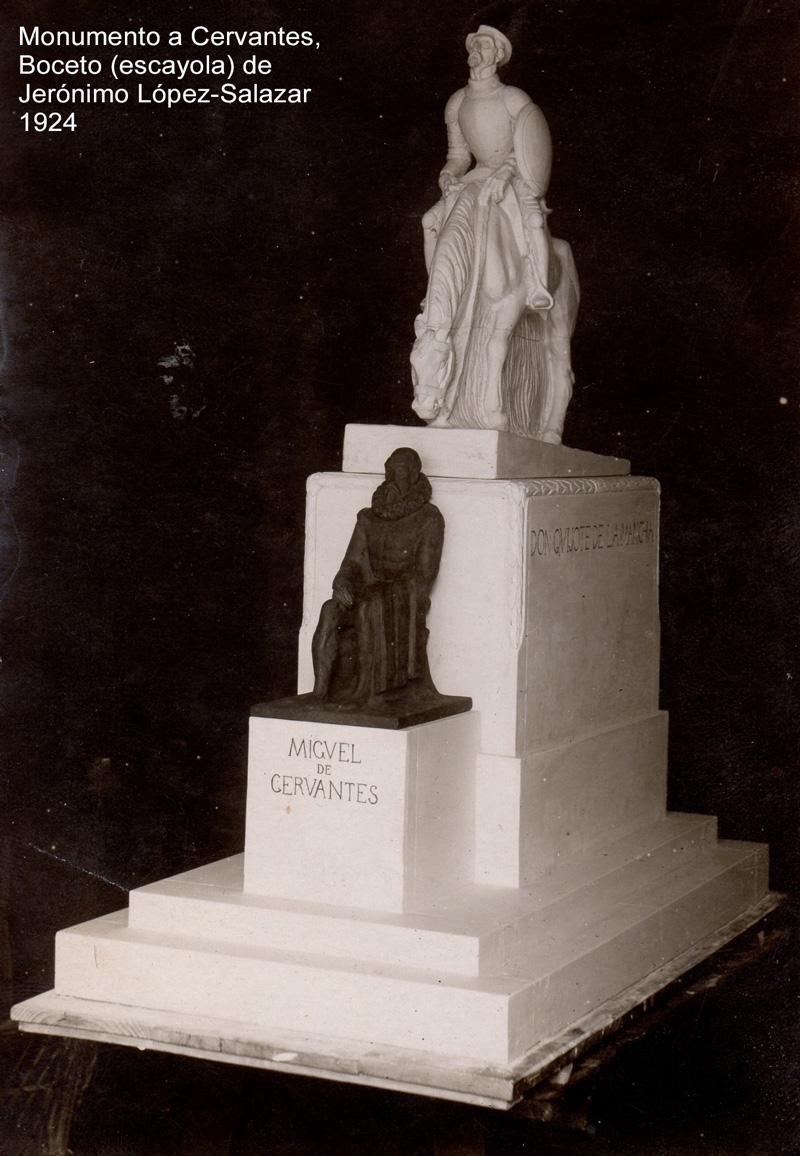
Monumento a Cervantes en 1924
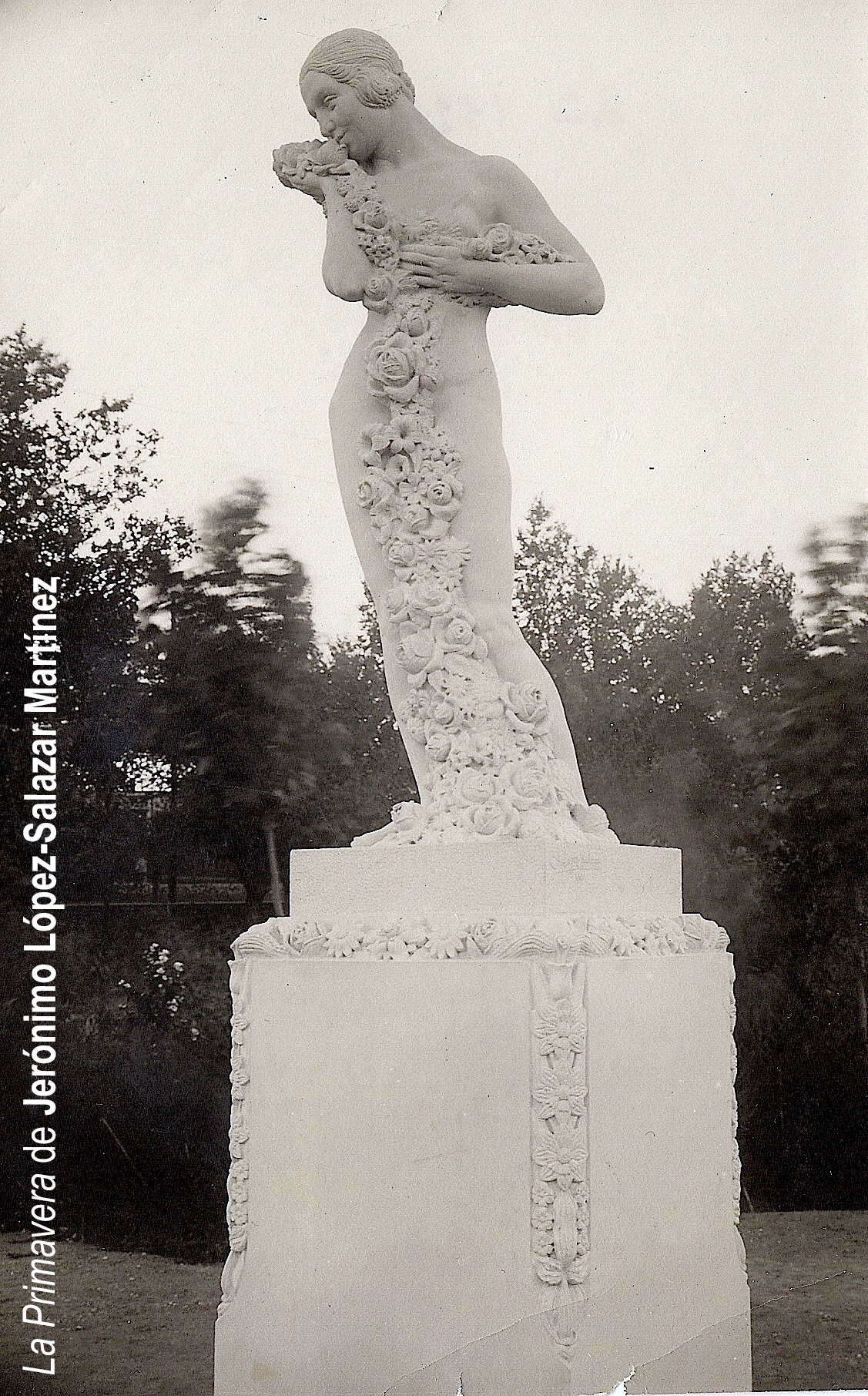
La primavera en 1925

### Bibliográficas
- Catálogo de la exposición antológica de Jerónimo López-Salazar Martínez. Escuela de Artes y Oficios de Ciudad Real. C-Real, 1980.
- Lafuente Ferrari, Enrique: Prólogo de la exposición de Artistas Manchegos de hoy. Museo de Arte Moderno de Madrid, 1957.
- López Salazar Pérez, Carmen: Andrade, Ciudad Real 1982.
- López Salazar Pérez, Carmen y Javier Herrero Gómez: 100 años de Escuela  de Artes de Ciudad Real. Ciudad Real, 2011.
- López Salazar  Martínez, Jerónimo: Catálogo de las obras artísticas de la Diputación Provincial de Ciudad Real. Ciudad Real, 1979.
- Prodan, G y  Loarce, J. L.: Diccionario de Arte y Artistas en la provincia de Ciudad Real. Ciudad Real 1997.
- Rivero Serrano, J.: Ciudad y Arquitectura: 1931-1934. Homenaje a José Maestro.  Ciudad Real,  1983.
- Serrano de la Cruz Peinado, Angelina: Las artes plásticas en Castilla-La Mancha. De la Restauración a la II República (1875-1936), Toledo, 1999.
- VV. AA.: Albores de Espíritu. Revista literaria de exaltación manchega, 1946-1949, 2 vol., edición facsímil con introducción y notas de Antonio Serrano, Ciudad Real, 2010.
- VV. AA.: Historia de la Diputación Provincial de Ciudad Real. Ciudad Real, 1999.

- Datos: Q21540743
- Multimedia: Jerónimo López Salazar Martínez / Q21540743